# Khön Könchog Gyalpo
Khön Köntchok Gyalpo o Khön Könchog Gyalpo (Tsang, 1034 – 1102) è stato un monaco buddhista tibetano all'origine della tradizione Sakyapa, di cui fu il primo Trizin e il fondatore del suo primo monastero eponimo, Sakya.
Gli successero suo figlio Sachen Kunga Nyingpo (1092-1158), poi due dei suoi nipoti, Sonam Tsemo (1142-1182) e Drakpa Gyaltsen (1147-1216).
Nacque in un distretto di Shigatse nello Tsang (Tibet centrale) nel clan Khön che giocò nella regione un ruolo importante dall'epoca dell'Impero tibetano (VIII secolo) e sostenne il buddismo dal suo arrivo in Tibet, sotto la sua prima forma locale che sarebbe stata più tardi chiamata Nyingmapa. Nel XII secolo, dei maesti e traduttori (lotsawa) indiani, nepalesi, cachemiri o tibetani apportarono nuovi insegnamenti. Il fratello maggiore di Könchog Gyalpo, Khon Rog Sherab Tsultrim, lo mandò a studiare presso Drogmi Lotsawa, che lo iniziò al Lamdre. Ricevette anche gli insegnamenti di Chen Lotsawa, Mal Lotsawa, Bari Lotsawa, Khugpa Lhatse, Khache Pandita, Hangdu Karpo, Ma Lotsawa e Dzinpa Lotsawa.
Avendo frequentato così parecchi maestri, decise di fondare il proprio centro a Sakya (terra pallida o terra bianca) nelle colline di Ponpori (Shigatse), collocazione scelta secondo i suoi aspetti augurali, acquistando il terreno al prezzo di un cavallo e di abiti femminili. Il nome originale del suo eremo era Gorum Zimci Karpo. Si trattava probabilmente innanzitutto di una grotta situata sul lato dell'edificio nord dell'attuale monastero, il primo costruito.
Avendo Khön Könchog Gyalpo donato al Sakyapa il suo impulso, i suoi successori, in particolare suo figlio e i suoi due nipoti, completarono gli insegnamenti ricevuti da lui e ne realizzarono la sintesi, consolidando la reputazione del monastero e della stirpe. Secondo la tradizione del primo buddismo tibetano Nyingmapa da cui provenivano, Könchog e i suoi primi tre discendenti alla testa del Sakyapa erano dei laici e non dei monaci. La tradizione Sakyapa avrebbe conservato la trasmissione ereditaria diretta del posto di patriarca e i capi della stirpe sono, tranne alcune eccezioni, sposati.
Fu in tarda età che ebbe il figlio che gli doveva succedere, Sachen Kunga Nyingpo, nato nel 1092 nel monastero di Sakya. Secondo la tradizione, uno dei suoi maestri, Namkha'upa, avvertito dalla sua prescienza, lo mandò una sera a cercarsi un alloggio nella valle di Kar Ghong invece di trattenerlo per la notte come d'abitudine. Fu così che Könchog incontrò Machig Shangmo, madre di Sachen.
Dopo la sua morte, i suoi resti furono posti in uno stupa nel monastero di Sakya.